# Championnat de France de baseball Division 2 2018
Navigation
2017 2019
Le Championnat de France de baseball Division 2 2018 est la 6e édition de cette compétition qui rassemble huit équipes qui s'affrontent pour accéder à la Division 1 du baseball français.
| \| Rouen Paris UC Metz Clermont-Ferrand Toulouse Boé-Bon-Encontre Montpellier Nice \| Localisation des clubs engagés dans le championnat. |
| Rouen Paris UC Metz Clermont-Ferrand Toulouse Boé-Bon-Encontre Montpellier Nice                                                           |

## Déroulement
La saison régulière se déroule sur 12 journées, soit 24 matches par équipe. Les équipes participantes sont réparties en 2 poules. Chaque équipe affronte les autres équipes de sa poule en matchs aller-retour et en programme double, c'est-à-dire avec 2 confrontations par journée, et ce à raison de deux journées. Ainsi chaque équipe dispute 4 matchs aller et 4 matchs retour contre les autres équipes.
Les deux premiers de chaque poule sont répartis pour disputer les 1/2 de finale, le 1er de chaque poule rencontre alors le 2e de l'autre poule, au meilleur des 5 matchs, pour l'accession à la finale. Les vainqueurs s'affrontent pour le titre dans une finale au meilleur des 5 matchs, le vainqueur est champion et disputera le barrage de montée face au perdant du play-down de la 1e division.
Pour la relégation le 3e de chaque poule rencontre le 4e de l'autre poule au meilleur des cinq matchs. Les vainqueurs se maintiennent en 2e division, alors que les perdant doivent affronter les champions de la nationale 1 dans un match de barrage pour un maintien en 2e division.

## Clubs
Clubs de l'édition 2018 :
| Équipe                       | Ville                             | Stade                       | Capacité             |
| ---------------------------- | --------------------------------- | --------------------------- | -------------------- |
| Huskies de Rouen 2           | Rouen (Seine-Maritime)            | Terrain Pierre-Rolland      | 500 places           |
| Paris UC 2                   | Paris                             | Stade Pershing              |                      |
| Cometz de Metz               | Metz (Moselle)                    |                             |                      |
| Arvernes de Clermont-Ferrand | Clermont-Ferrand (Puy-de-Dôme)    | Stade des Cézeaux           | 1 200 places assises |
| Stade toulousain             | Toulouse (Haute-Garonne)          | Stade Kandy-Nelson          |                      |
| Indians de Boé-Bon-Encontre  | Boé-Bon-Encontre (Lot-et-Garonne) | Indians Ballpark            |                      |
| Barracudas de Montpellier 2  | Montpellier (Hérault)             | Greg Hamilton baseball park |                      |
| Cavigal Nice                 | Nice (Alpes-Maritimes)            |                             |                      |

## Saison régulière
| Résultats (▼dom., ►ext.)                                   | Rouen 2               | PUC 2              | Metz                | Clermont-Ferrand      |
| Rouen 2                                                    |                       | 6-13 8-7 3-6 16-8  | 13-6 9-1 4-0 9-5    | 5-1 6-16 5-10 8-16    |
| Paris UC 2                                                 | 8-10 18-20 3-17 15-17 |                    | 5-8 16-10 2-17 4-23 | 10-28 1-14 6-11 7-5   |
| Metz                                                       | 9-0 10-9 14-17 17-16  | 10-4 6-3 9-3 2-15  |                     | 3-13 13-11 1-18 10-20 |
| Clermont-Ferrand                                           | 4-10 16-2 21-2 12-2   | 15-5 10-5 14-4 8-9 | 5-4 14-3 5-7 13-3   |                       |
| - Victoire à domicile - Match nul - Victoire à l'extérieur |                       |                    |                     |                       |

| Résultats (▼dom., ►ext.)                                   | Toulouse             | Boé-Bon-Encontre   | Montpellier 2        | Nice               |
| Toulouse                                                   |                      | 4-0 11-1 8-7 5-3   | 9-2 14-6 9-3 9-0     | 10-0 4-9 7-2 3-13  |
| Boé-Bon-Encontre                                           | 1-11 4-14            |                    | 14-4 17-1 15-4 15-10 | 14-11 6-3 8-11 0-7 |
| Montpellier 2                                              | 1-12 3-13 13-21 5-23 | 2-8 3-13 16-0 19-9 |                      | 8-7 3-11 6-12 12-6 |
| Nice                                                       | 8-5 1-9 2-8 15-5     | 2-4 4-2 9-0        | 15-1 26-1 11-0 14-2  |                    |
| - Victoire à domicile - Match nul - Victoire à l'extérieur |                      |                    |                      |                    |

Résultats issus du site de la FFBS

## Classements
| Pl. | Équipe           | J  | V  | D  | %    |
| --- | ---------------- | -- | -- | -- | ---- |
| 1   | Clermont-Ferrand | 22 | 16 | 6  | .727 |
| 2   | Rouen 2          | 22 | 13 | 9  | .591 |
| 3   | Metz             | 24 | 11 | 13 | .458 |
| 4   | Paris UC 2       | 24 | 6  | 18 | .250 |

| Pl. | Équipe           | J  | V  | D  | %    |
| --- | ---------------- | -- | -- | -- | ---- |
| 1   | Toulouse         | 22 | 18 | 4  | .818 |
| 2   | Nice             | 24 | 15 | 9  | .625 |
| 3   | Boé-Bon-Encontre | 23 | 9  | 14 | .391 |
| 4   | Montpellier 2    | 23 | 4  | 19 | .174 |

| Légende : Qualifications et relégations | Légende : Qualifications et relégations                       |
| --------------------------------------- | ------------------------------------------------------------- |
|                                         | Qualifications pour les 1/2 finales                           |
|                                         | Barrage pour la relégation en Nationale 1                     |
|                                         | (P) : Promus de la Nationale 1 (R) : Relégué de la Division 1 |

## Play-off
| Match | Date         | Recevant         | Visiteur         | Score  |
| ----- | ------------ | ---------------- | ---------------- | ------ |
| 1     | 9 septembre  | Cavigal Nice     | Clermont-Ferrand | 10 - 4 |
| 2     | 10 septembre | Cavigal Nice     | Clermont-Ferrand | 12 - 2 |
| 3     | 15 septembre | Clermont-Ferrand | Cavigal Nice     | 13 - 5 |
| 4     | 16 septembre | Clermont-Ferrand | Cavigal Nice     | 7 - 6  |
| 5     | 16 septembre | Clermont-Ferrand | Cavigal Nice     | 5 - 3  |

| Match | Date         | Recevant           | Visiteur           | Score |
| ----- | ------------ | ------------------ | ------------------ | ----- |
| 1     | 9 septembre  | Huskies de Rouen 2 | Stade toulousain   | 0 - 3 |
| 2     | 10 septembre | Huskies de Rouen 2 | Stade toulousain   | 1 - 5 |
| 3     | 15 septembre | Stade toulousain   | Huskies de Rouen 2 | 9 - 0 |
| 4     | 16 septembre | Stade toulousain   | Huskies de Rouen 2 | -     |
| 5     | 16 septembre | Stade toulousain   | Huskies de Rouen 2 | -     |

| Match | Date         | Recevant         | Visiteur         | Score |
| ----- | ------------ | ---------------- | ---------------- | ----- |
| 1     | 28 septembre | Clermont-Ferrand | Stade toulousain | 0 - 3 |
| 2     | 29 septembre | Clermont-Ferrand | Stade toulousain | 0 - 3 |
| 3     | 6 octobre    | Stade toulousain | Clermont-Ferrand | 9 - 1 |
| 4     | 7 octobre    | Stade toulousain | Clermont-Ferrand | -     |
| 5     | 7 octobre    | Stade toulousain | Clermont-Ferrand | -     |

## Classement final
| Pl. | Équipe                 |
| --- | ---------------------- |
| 1   | Stade toulousain       |
| 2   | Clermont-Ferrand (R)   |
| 3   | Cavigal Nice           |
| 4   | Huskies de Rouen 2 (P) |
| 5   | Metz                   |
| 6   | Boé-Bon-Encontre (P)   |
| 7   | Paris UC 2 (P)         |
| 8   | Montpellier 2          |

| Légende : Qualifications et relégations | Légende : Qualifications et relégations                       |
| --------------------------------------- | ------------------------------------------------------------- |
|                                         | Barrage de montée en Division 1                               |
|                                         | Barrage de relégation en Nationale 1                          |
|                                         | (P) : Promus de la Nationale 1 (R) : Relégué de la Division 1 |